# Rose Standish Nichols

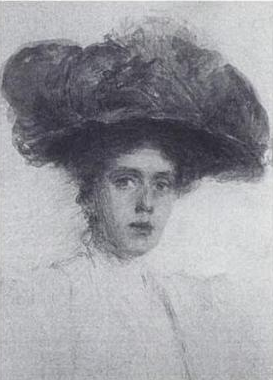
Rose Standish Nicols, Gemälde von Taylor Greer, 1912

Rose Standish Nichols (* 11. Januar 1872 in Boston, Massachusetts; † 1960 ebenda) war eine US-amerikanische Landschaftsarchitektin und Friedensaktivistin.
Sie arbeitete für rund 70 Kunden in den Vereinigten Staaten und im Ausland. Zusammenarbeiten kamen zustande mit Architekten wie David Adler, Mac Griswold, Howard Van Doren Shaw und anderen. Sie schrieb Artikel über Gärten für populäre Zeitschriften wie House Beautiful und House & Garden und veröffentlichte drei Bücher über europäische Gärten.

## Leben
Nichols war die Tochter von Arthur H. Nichols und Elizabeth Fisher Homer Nichols und eine Nichte von Augustus Saint-Gaudens. Zu ihren Geschwistern gehörten Margaret Homer A. Shurcliff (verheiratet mit Arthur Asahel Shurcliff) und Marian Clarke Nichols. Rose Nichols lebte die meiste Zeit ihres Lebens in der 55 Mt. Vernon Street im Stadtteil Beacon Hill in Boston, wo heute das Nichols House Museum ist.
Nichols lernte bei Charles A. Platt (Long Islands), Henry Inigo Triggs (London), Constant-Désiré Despradelle am Massachusetts Institute of Technology und Benjamin Watson an der Bussey Institution der Harvard University sowie an der École des Beaux-Arts. Sie begann ihre Studien am MIT im Jahr 1899, wo sie einige wenige Kurse als Sonderstudentin ohne Abschlussziel absolvierte. Sie reiste durch Europa und besuchte Parks und Gärten, wie zum Beispiel Hampton Court Palace (England). Um das Jahr 1921 herum war Nichols Vorsitzende des Committee on the Garden Club of America in der American Society of Landscape Architects.
Nach ihrem Tod 1960 wurde sie auf dem Mount Auburn Cemetery westlich von Boston beerdigt.

## Wirken

### Garten- und Landschaftsarchitektin
Nichols’ erstes Auftragsprojekt war der Garten ihrer Familie in den Mastlands im Jahr 1895, ihrem Sommerhaus in Cornish, New Hampshire. Rose fügte eine Piazza hinzu und legte einen formalen Garten an, der von niedrigen Steinmauern umgeben war. Im Mittelpunkt des Gartens stand ein Apfelbaum, der sich über einen niedrigen Teich und geschwungene Bänke ausbreitete. Dieses Projekt wurde in Guy Lowells Buch American Gardens (1902) aufgenommen. Sie entwarf oft im Stil der Beaux-Arts-Architektur, was sich in ihren ruhigen, zusammenhängenden und zugänglichen Gartenentwürfen zeigt. Viele ihrer Auftragsarbeiten sind aufgeführt in Classic Country Estates of Lake Forest; A Preservation Foundation Guide to National Register Properties. Nichols arbeitete oft mit den Architekten David Adler, Mac Griswold und Howard Shaw zusammen.

### Autorin
Auf ihr erstes Buch English Pleasure Gardens von 1902 folgten zwei weitere Bände, Italian Pleasure Gardens (1928) und Spanish and Portuguese Gardens (1924). Diese Bücher waren als Reiseführer zu den weniger bekannten Gärten Europas gedacht. Sowohl die Englischen Lustgärten als auch die Spanischen und Portugiesischen Gärten wurden mit Zeichnungen der Autorin illustriert; die Italienischen Lustgärten wurden mit Fotografien illustriert, die Nichols auf ihren Reisen machte. Nichols nutzte ihre sozialen Kontakte, um private Gärten in ganz Europa zu erschließen und zu dokumentieren. Diese Erfahrungen setzte sie in eine Karriere als Landschaftsarchitekturkritikerin um und veröffentlichte über fünfzig Artikel über europäische Landschaftsgestaltung. Diese Artikel erschienen in Haus- und Designmagazinen wie House Beautiful, Horticulture und House and Garden.

### Aktivistin
Neben ihrer beruflichen Tätigkeit als Landschaftsarchitektin war Nichols eine Friedensaktivistin. Sie gründete eine Diskussionsgruppe, The League of Small Nations, zu deren Teilnehmern gehörten Mabel Harlakenden, Hall Churchill (die Frau des US-amerikanischen Schriftstellers Winston Churchill) und Edith Wilson gehörten. Die Gruppe war ein Vorläufer der Foreign Policy Association. Nichols reiste zu Friedenskonferenzen nach Europa.  Darüber hinaus half sie bei der Gründung der Internationalen Frauenliga für Frieden und Freiheit (Women’s International League for Peace and Freedom).
1919 wurde Nichols zum Vorstandsmitglied der Boston Equal Suffrage Association gewählt. 1937 nahm Nichols an einer von der New York Society of the Descendants of Signers of the Independence Declaration organisierten Veranstaltung teil.

## Gärten und Parks
Zu den von Rose Standish Nichols gestalteten Gärten und Parks gehören u. a.:
- Cornish Colony (heute das Cornish Colony Gallery and Museum in Cornish), New Hampshire (1896),[17]
- House of Four Winds in Lake Forest, Illinois,[18]
- Haven Wood, Anwesen von Edward Ryerson in Lake Forest, Illinois,[19]
- Grey Towers, Anwesen von Gifford Pinchot und Cornelia Bryce Pinchot in Milford, Pennsylvania, ein National Historic Landmark
- Anwesen von Lloyd R. Smith (heute das Villa Terrace Decorative Arts Museum) in Milwaukee, Wisconsin und
- Anwesen des Ehepaars Dexter und Emilie A. (Hoyt) Cummings, 1460 North Lake Road, Lake Forest, Illinois (1929).

Sie arbeitete aber auch tiefer im Südwesten, da ihre Reisen ins aride Spanien in ihrer Jugend ihr ein besonderes Wissen zur erfolgreichen Anlage eines Gartens in einer Wüste vermittelt hatten.

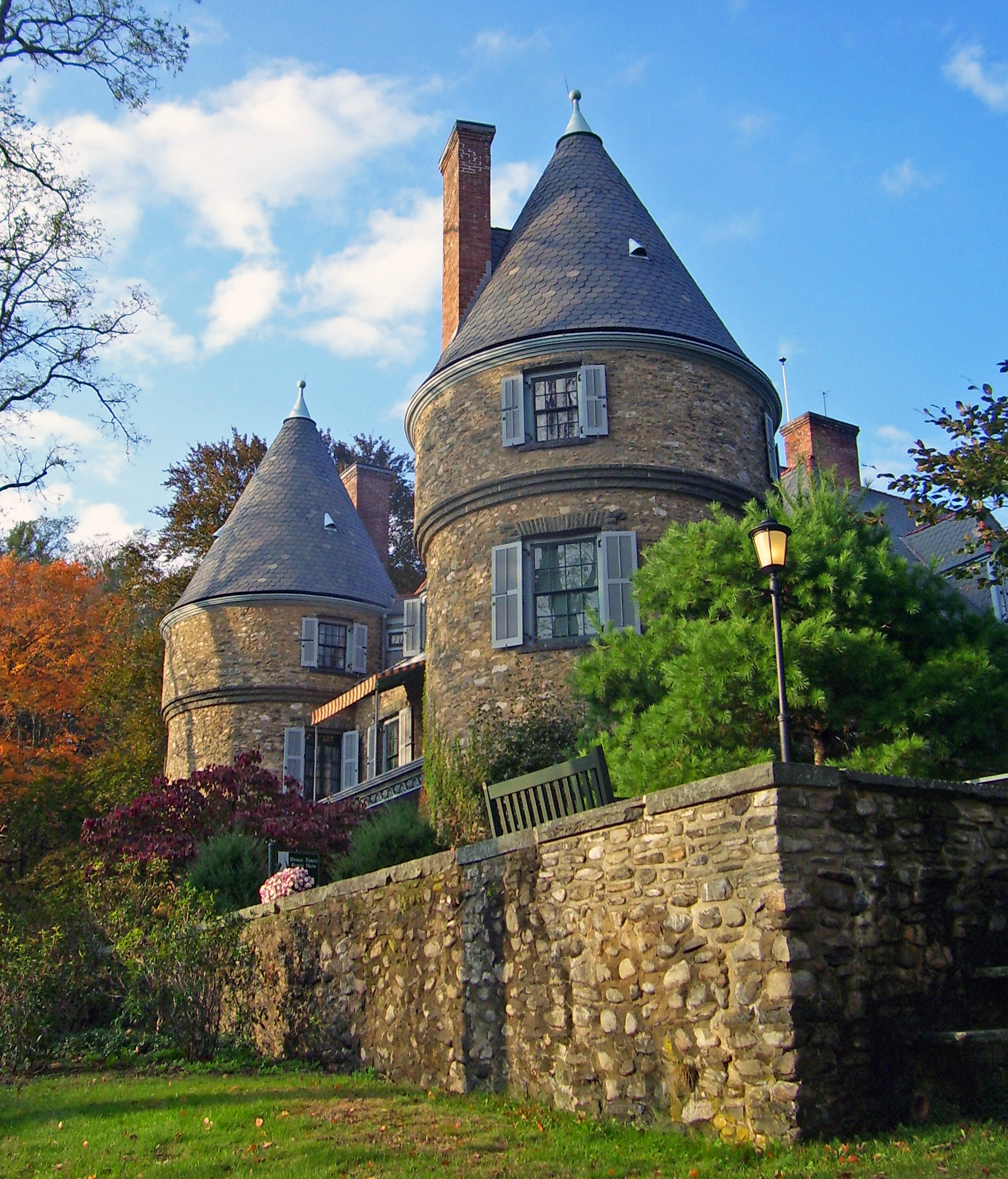
Grey Towers, Südveranda, 2007
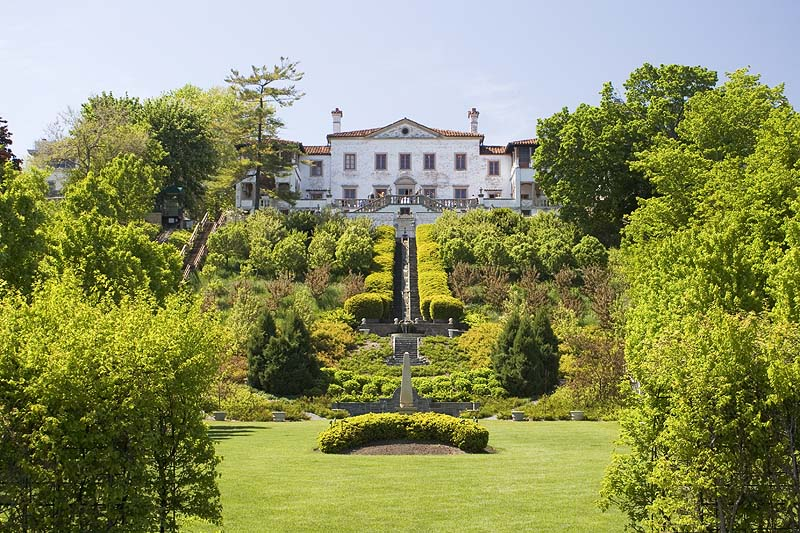
Villa Terrace Decorative Arts Museum, 2009

## Werke
- English pleasure garden; with a new introduction by Judith B. Tankard, D. R. Godine, Boston 2003. (1902)
  - Originalausgabe: English pleasure gardens. New York, The Macmillan Company; London, Macmillan & Co., Ltd., 1902.
- Spanish & Portuguese gardens, Houghton Mifflin Co., Boston, 1924.
- Italian pleasure gardens, Dodd, Mead & Co., New York, 1928.

Exemplarische Artikel in Zeitschriften
- A Newport House and Garden, House and Garden, April 1905.
- Individuality in Interior Decoration, House Beautiful, Juni 1910.
- How to Make a Small Garden, House Beautiful, August 1912.
- A glimpse of the pro-American queen and her gardens, House Beautiful, August 1922, S. 110f.
- The Small Garden Largely Planned, Designed for P.A. Waller, Kewanee, Illinois, House Beautiful, November 1922.
- A Little Garden Hunt in England, House Beautiful, Juli 1923.
- A hilltop garden in New Hampshire, House Beautiful, März 1924.
- A Hill Top Garden in New Hampshire (Dingleton House), House Beautiful, März 1924.
- The Pleasure Gardens of the Great Moguls, House Beautiful, März 1927.[21]